# Нанаулу
Нанаулу — легендарный родоначальник гавайской королевской династии.

## История
Согласно преданию, родителей Нанаулу звали Кии и Хинакоула. На Таити также известен вождь, носивший это имя. Около 1000 года Нанаулу отправился на Гавайи вместе со своим братом Улу, что знаменовало первую значительную волну заселения Гавайских островов выходцами с Таити.
Во время всего плавания, протяженностью свыше 4000 км, бард и астролог Кама-Хуа-Леле декламировал эпические поэмы, прославлявшие морские приключения и подвиги предков.
Нанаулу высадился на острове Оаху и распространил свою власть также на острова Кауаи и Молокаи, в то же время его брат Улу правил на Мауи и Большом острове. К Нанаулу позднее возводил свою родословную первый гавайский король Камеамеа I (1810—1819). Династию же Улу сменил знатный род вождя с архипелага Самоа.

## Значение
Происхождение обоих братьев, а также вождей, ведущих от них своё происхождение, возводилось к Кане, одному из верховных гавайских божеств. Это давало основание династии гавайских королей поставить себя на более высокую кастовую ступень (hoaliʻi), относительно остальных гавайских вождей.